# Anaudus thoracicus
Anaudus thoracicus är en insektsart som beskrevs av Henri Saussure 1874. Anaudus thoracicus ingår i släktet Anaudus och familjen syrsor. Inga underarter finns listade i Catalogue of Life.